# Hosszúfarkú fényseregély
A hosszúfarkú fényseregély (Lamprotornis caudatus)  a madarak osztályának verébalakúak (Passeriformes) rendjébe és a seregélyfélék (Sturnidae) családjába tartozó faj.
A magyar név forrással nincs megerősítve.

## Előfordulása
Benin, Bissau-Guinea, Burkina Faso, Csád, Dél-Szudán, Elefántcsontpart, Gambia, Ghána, Guinea, Kamerun, a Közép-afrikai Köztársaság, Libéria, Mali, Mauritánia, Niger, Nigéria, Szenegál, Szudán és Togo területén honos. Kóborlásai során eljut Sierra Leonéba is. 
|  |